# Fool's Gold (film 1919)
Fool's Gold è un film muto del 1919 diretto da Laurence Trimble.
Girato alle Cascade Mountains, nello stato di Washington, il film - prodotto dalla Washington Motion Picture Company, venne distribuito dalla Arrow Film Corporation e dalla Merit Film Corporation, uscendo in sala il 26 maggio 1919. Tra gli interpreti principali, Mitchell Lewis e Florence Turner.

## Trama
Marshall Strong e John Moore, due cercatori d'oro, sono soci in una miniera. Ambedue si innamorano di Constance Harvey, la maestra di scuola, ma lei, pur essendo attratta da Strong, accetta di sposare Moore dopo che quest'ultimo le ha detto che il suo socio è innamorato di un'altra. Durante una rissa, Moore rimane ucciso e Strong viene accusato del delitto. L'uomo cerca di contattare Constance ma Lilas, la figlia di uno squatter che vuole mettere le mani sul denaro di Strong, gli dice che Constance è andata alla polizia. Amareggiato, Strong sposa Lilas.
Passano gli anni: Strong, che ha cambiato nome e si fa chiamere Mark Smith, è diventato un ricco proprietario di miniere. Constance, sempre vedova, vive da sola con il figlio David. Il giovane, che lavora nella miniera di Strong, si è innamorato di sua figlia Nancy, nata dal matrimonio con Lilas. Dopo che le richieste di maggior sicurezza dei minatori sono state respinte dal padrone, un'esplosione intrappola David all'interno della miniera. Strong, venendo a sapere che il ragazzo è il figlio di Constance, si introduce nei cunicoli in fiamme. i minatori prigionieri riescono a salvarsi e Strong promette di concedere maggiori controlli e migliori condizioni di lavoro. Nancy, che era stata promessa come moglie da Lilas a un baronetto inglese, può, invece, sposare David.

## Produzione
Il film venne girato nello stato di Washington, alle Cascade Mountains, nel Minnehaha Park e a Spokane.
Fu l'unico film prodotto dalla Washington Motion Picture Company che aveva la sua sede a Minnehaha Park. Nel maggio 1918, la compagnia aveva ingaggiato Tyrone Power come star del film ma, durante la lavorazione, ci furono dei problemi e Power lasciò il set. Protagonista della storia fu Mitchell Lewis: il  27 agosto 1918, a fine riprese, la società venne dichiarata insolvente.

## Distribuzione
Distribuito dalla Arrow Film Corporation e Merit Film Corporation, il film uscì nelle sale cinematografiche statunitensi il 26 maggio 1919.